# L-aminoadipat-semialdehid dehidrogenaza
L-aminoadipat-semialdehid dehidrogenaza (EC 1.2.1.31, aminoadipat semialdehidna dehidrogenaza, 2-aminoadipat semialdehidna dehidrogenaza, alfa-aminoadipat-semialdehidna dehidrogenaza, alfa-aminoadipatna reduktaza, 2-aminoadipinska semialdehidna dehidrogenaza, L-alfa-aminoadipatna delta-semialdehidna oksidoreduktaza, -alfa-aminoadipat delta-semialdehid:+ oksidoreduktaza, -alfa-aminoadipat delta-semialdehid:nikotinamid adenin dinukleotid oksidoreduktaza, L-2-aminoadipat 6-semialdehid:+ 6-oksidoreduktaza) je enzim sa sistematskim imenom (S)-2-amino-6-oksoheksanoat:NAD(P)+ 6-oksidoreduktaza. Ovaj enzim katalizuje sledeću hemijsku reakciju
()-2-amino-6-oksoheksanoat + 2O {\displaystyle \rightleftharpoons } -2-aminoadipat + NAD(P)H + H+

## Literatura
- Nicholas C. Price; Lewis Stevens (1999). Fundamentals of Enzymology: The Cell and Molecular Biology of Catalytic Proteins (Third изд.). USA: Oxford University Press. ISBN 019850229X.
- Eric J. Toone (2006). Advances in Enzymology and Related Areas of Molecular Biology, Protein Evolution (Volume 75 изд.). Wiley-Interscience. ISBN 0471205036.
- Branden C; Tooze J. Introduction to Protein Structure. New York, NY: Garland Publishing. ISBN 0-8153-2305-0.
- Irwin H. Segel. Enzyme Kinetics: Behavior and Analysis of Rapid Equilibrium and Steady-State Enzyme Systems (Book 44 изд.). Wiley Classics Library. ISBN 0471303097.

## Spoljašnje veze
- L-aminoadipate-semialdehyde+dehydrogenase на 